# Juliana Silva
Juliana Felisberta da Silva (ofta kallad enbart Juliana), född 22 juli 1983 i Santos, är en brasiliansk beachvolleybollspelare. Hon spelade mellan mars 2004 och september 2012 tillsammans med Larissa França på världstouren. Paret hade en framgångsrik säsong 2005, då de hamnade bland de tre bästa i fjorton av de femton turneringar de startade i samt tog silver i VM. De tog också brons i VM 2007, silver i VM 2009 samt guld i VM 2011 i Rom. Larissa och Juliana tog även två guldmedaljer vid Panamerikanska spelen, 2007 och 2011. Vid olympiska sommarspelen 2012 tog de en bronsmedalj.